# Olijfgroene struikgors
De olijfgroene struikgors (Arremon castaneiceps) is een zangvogel uit de familie Emberizidae (gorzen).

## Verspreiding en leefgebied
Deze soort komt voor van Colombia tot zuidoostelijk Peru.